# Rastellus
Rastellus es un género de arañas araneomorfas de la familia Ammoxenidae. Se encuentra en África.

## Especies
Según The World Spider Catalog 12.0:
- Rastellus africanus Platnick & Griffin, 1990
- Rastellus deserticola Haddad, 2003
- Rastellus florisbad Platnick & Griffin, 1990
- Rastellus kariba Platnick & Griffin, 1990
- Rastellus narubis Platnick & Griffin, 1990
- Rastellus sabulosus Platnick & Griffin, 1990
- Rastellus struthio Platnick & Griffin, 1990